# Tribunal mixte de commerce de Saint-Pierre
Le tribunal mixte de commerce de Saint-Pierre est un tribunal mixte de commerce de l'île de La Réunion, département d'outre-mer français dans le sud-ouest de l'océan Indien. Il a son siège à Saint-Pierre.